# Muro de contención

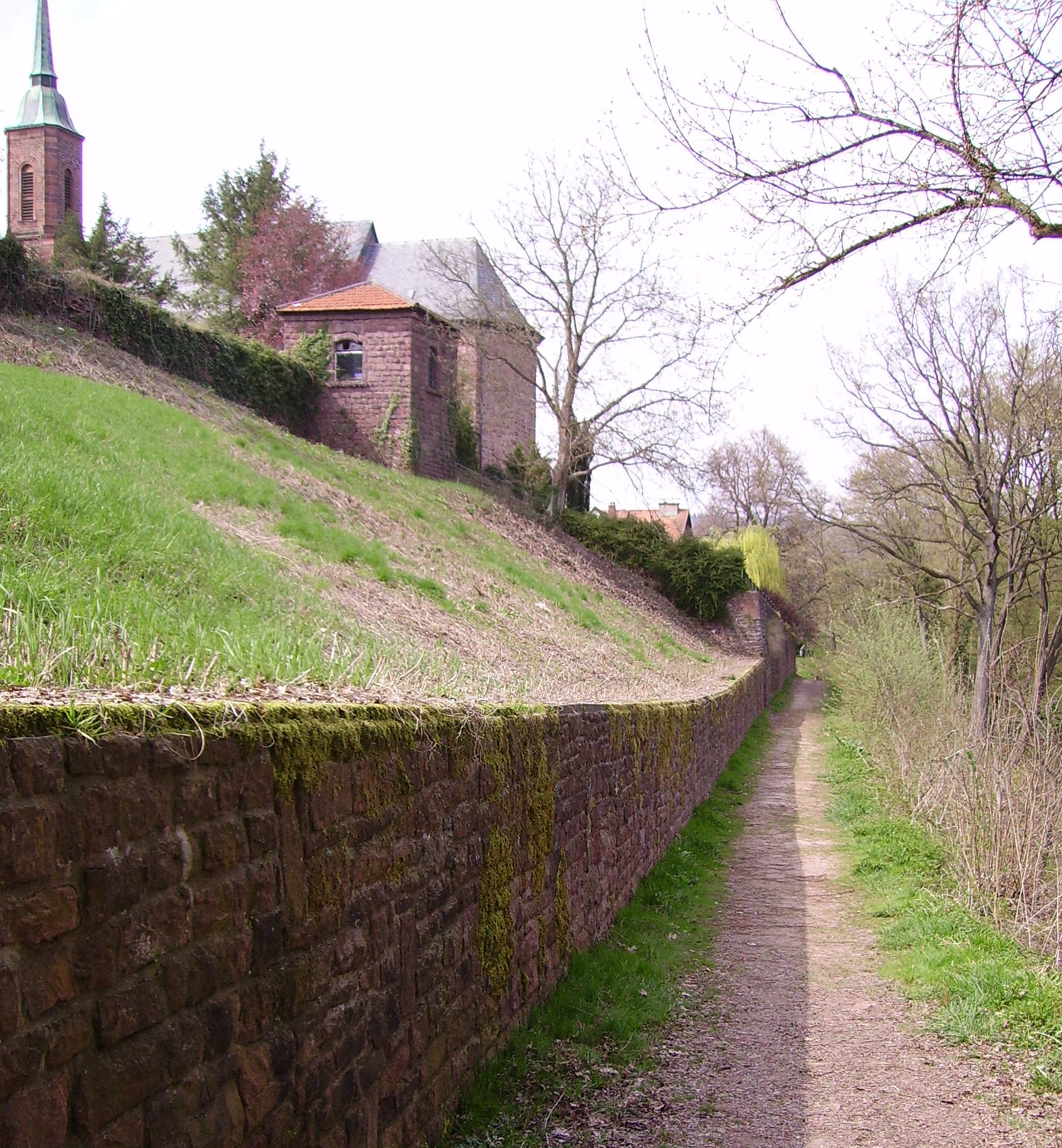
Muro de contención construido en piedra.

Se denomina muro de contención a un tipo estructura de contención rígida, destinada a contener algún material, generalmente suelo.

## Muros de contención y su funcionamiento
Los muros de contención se utilizan para detener masas de suelo u otros materiales sueltos manteniendo pendientes que naturalmente no pueden conservar. Estas condiciones se presentan cuando el ancho de una excavación, corte o terraplén está restringido por condiciones de propiedad, utilización de la estructura o economía.
Por ejemplo, en la construcción de vías férreas o de carreteras, el ancho de servidumbre de la vía es fijo y el corte o terraplén debe estar contenido dentro de este ancho. De manera similar, los muros de los sótanos de edificios deben ubicarse dentro de los límites de la propiedad y contener el suelo alrededor del sótano.

## Partes del muro de contención
- Puntera: Parte de la base del muro (cimiento) que queda debajo del intradós y no introducida bajo el terreno contenido.
- Tacón: Parte del cimiento que se introduce en el suelo para ofrecer una mayor sujeción.
- Talón: Parte del cimiento opuesta a la puntera, queda por debajo del trasdós y bajo el terreno contenido.
- Alzado o cuerpo: Parte del muro que se levanta a partir de los cimientos de este, y que tiene una altura y un grosor determinados en función de la carga a soportar.
- Intradós: Superficie externa del alzado.
- Trasdós: Superficie interna del alzado, está en contacto con el terreno contenido.

## Tipos de muros de contención
Los principales tipos de muros de contención son:

### Muros de gravedad
Son aquellos cuyo peso contrarresta el empuje del terreno. Dadas sus grandes dimensiones, prácticamente no sufre esfuerzos flectores, por lo que no suele armarse. Los muros de gravedad a su vez pueden clasificarse en:
- Muros de hormigón en masa. Cuando es necesario, se arma el pie (punta y/o talón).
- Muros de mampostería seca. Se construyen mediante bloques de roca (tallados o no).
- Muros de escollera. Se construyen mediante bloques de roca de mayor tamaño que los de mampostería.
- Muros de gaviones. Son muros mucho más fiables y seguros que los de escollera ya que, con estos, se pueden realizar cálculos de estabilidad y, una vez montados, todo el muro funciona de forma monolítica.
- Muros prefabricados o de elementos prefabricados. Se pueden realizar mediante bloques de hormigón previamente fabricados.
- Muros aligerados. Aquellos en los que los bloques se aligeran (se hacen huecos) por diversos motivos (ahorro de material, reducción de peso...).
- Muros jardinera. Si los bloques huecos de un muro aligerado se disponen escalonadamente, y en ellos se introduce tierra y se siembra, se produce el muro jardinera, que resulta mucho más estético, y de menor impacto, ver rocalla.
- Muros secos. Constituidos por piedra de 8" a 10" que van sobrepuestos y amarrados entre sí; no llevan ningún tipo de mortero o concreto. Conforme se van construyendo se van rellenando con piedras de lugar o cascajo de 3/4" de diámetro en caso de que se utilice con drenar el agua.

### Muros estructurales
Son muros de hormigón fuertemente armados. Presentan ligeros movimientos de flexión y dado que el cuerpo trabaja como un voladizo vertical, su espesor requerido aumenta rápidamente con el incremento de la altura del muro. Presentan un saliente o talón sobre el que se apoya parte del terreno, de manera que muro y terreno trabajan en conjunto.
Siempre que sea posible, una extensión en el puntal o la punta con una dimensión entre un tercio y un cuarto del ancho de la base suministra una solución más económica.
Tipos distintos de muros estructurales son los muros «en L», «en T invertida».
En algunos casos, los límites de la propiedad u otras restricciones obligan a colocar el muro en el borde delantero de la losa base, es decir, a omitir el puntal. Es en estas ocasiones cuando se utilizan los muros en L.
Como se ha indicado, en ocasiones muros estructurales verticales de gran altura presentan excesivas flexiones. Para evitar este problema surge el 'muro con contrafuertes', en los que se colocan elementos estructurales (contrafuertes) en la parte interior del muro (donde se localizan las tierras). Suelen estar espaciados entre sí a distancias iguales o ligeramente mayores que la mitad de la altura del muro. También existen muros con contrafuertes en la parte exterior del mismo.
En ocasiones, para aligerar el contrafuerte, se colocan elementos con un tirante (cable metálico) para que trabaje a tracción. Surgen así los muros atirantados

### Muros de tierra armada y de suelo reforzado
Los muros de tierra armada son mazacotes de terreno (grava) en los que se introducen armaduras metálicas con el fin de resistir los movimientos. Con ello se consigue que el material trabaje como un todo uno. La importancia de esta armadura consiste en brindarle cohesión al suelo, de modo de actuar disminuyendo el empuje de tierra que tiene que soportar el muro. La fase constructiva es muy importante, ya que se tiene que ir compactando por capas de pequeño espesor, para darle una mayor resistencia al suelo.

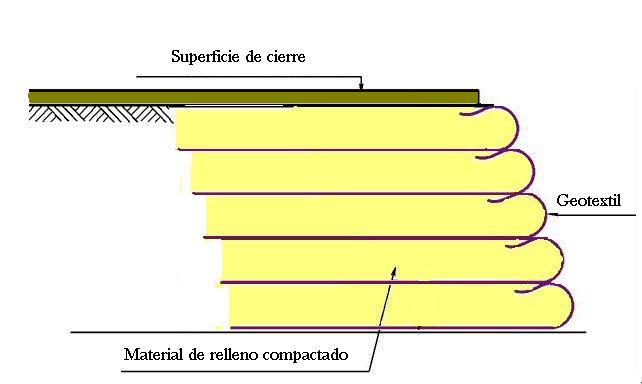
Muro de contención armado con geotextil.

Se le suelen colocar escamas (planchas de piedra u hormigón), sin fin estructural alguno, sino para evitar que se produzcan desprendimientos.
Los muros de tierra armada pueden rematarse también con bloques de hormigón huecos, rellenos de tierra, y sembrados, creando muros jardinera.
Un 'muro de suelo reforzado' es un muro de tierra armada en que se sustituyen las armaduras metálicas, por geomalla. Es una solución más barata.
Análogamente a los muros de tierra armada, se pueden recubrir con escamas, o rematarlos con muros jardinera. Aunque existe otra alternativa, que consiste en colocar un geotextil sobre la ladera del muro, y cubrirlo de tierra y semillas. Surge así un 'muro vegetalizado'.

## Verificaciones típicas en el cálculo

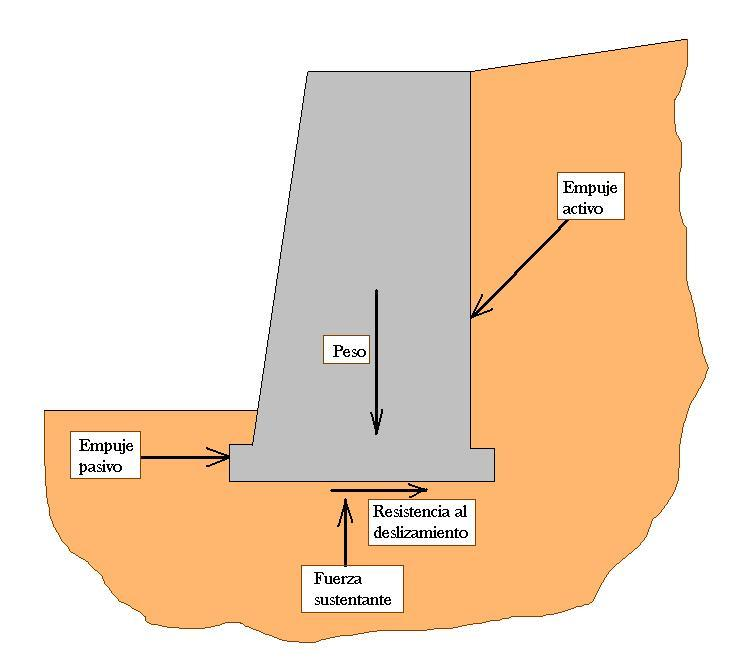
Fuerzas que actúan sobre un muro de contención.

Para el cálculo de un muro de contención de tierras es necesario tener en cuenta las fuerzas que actúan sobre él como son la presión lateral del suelo o la subpresión y aquellas que provienen de este como son el peso propio. Con estos datos podemos verificar los siguientes parámetros:
- Verificación de deslizamiento: Se verifica que la componente horizontal del empuje de la tierra (Fh) no supere la fuerza de retención (Fr) debida a la fricción entre la cimentación y el suelo, proporcional al peso del muro. En algunos casos, puede incrementarse (Fr) con el empuje pasivo del suelo en la parte baja del muro. Normalmente[1] se acepta como seguro un muro si se da la relación: Fr/Fh > 1.3 (esta relación se puede llamar también coeficiente de seguridad al deslizamiento).
- Verificación de volteo o vuelco: Se verifica que el momento de las fuerzas (Mv) que tienden a voltear el muro sea menor al momento que tienden a estabilizar el muro (Me) en una relación de por lo menos 1.5.[2] Es decir: Me/Mv > 1.5 (coeficiente de seguridad al volteo).
- Verificación de la capacidad de sustentación: Se determina la carga total que actúa sobre la cimentación con el respectivo diagrama de las tensiones y se verifica que la carga trasmitida al suelo (Ta) sea inferior a la capacidad portante (Tp), o en otras palabras que la máxima tensión producida por el muro sea inferior a la tensión admisible en el terreno. Es decir: Tp/Ta > 1.0[2] (coeficiente de seguridad a la sustentación).
- Verificación de la estabilidad global: Se verifica que el conjunto de la pendiente que se pretende contener con el muro tenga un coeficiente de seguridad global > 2.[2]